# الإقليمية في هونغ كونغ

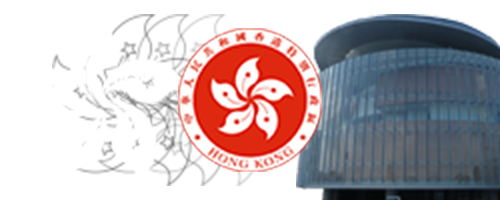

تُعتبر الإقليمية في هونغ كونغ حركة سياسية تركز على الحفاظ على استقلالية المدينة والثقافة الإقليمية. تضم الحركة الإقليمية في هونغ كونغ العديد من المجموعات ذات الأهداف المختلفة، ولكنها جميعًا تعارض تعدي الحكومة الصينية المتزايد بشكل ملموس على إدارة المدينة لشؤونها السياسية والاقتصادية والاجتماعية. تشمل مواضيع اهتمام المجموعات الإقليمية كل من قضايا الجناح اليساري المتعلقة باستخدام الأراضي وتنميتها والحفاظ على الثقافة والتراث، وقضايا الجناح اليميني المتعلقة بالتجارة الموازية والعدد المتزايد للمهاجرين والسياح القادمين من البر الرئيسي. تدعو الكثير من هذه المجموعات فيما يتعلق بالحكم الذاتي إلى حق شعب هونغ كونغ في تقرير مصيره، بينما تدعو العناصر الأكثر اعتدالًا بشكل أكبر إلى الحصول على الحكم الذاتي مع بقاء هونغ كونغ جزءًا من الصين، في حين تُعتبر الدعوة الأكثر تطرفًا في هذا المجال هي العودة إلى الحكم البريطاني أو الحصول على الاستقلال الكامل كدولة ذات سيادة. تدعو الجماعات الإقليمية ذات التوجه اليميني إلى نهج أكثر عدوانية وتشددًا في الدفاع عن المصالح الشعبية.
ظهرت حركة الإقليمية الحالية كحركة شاملة في العقد الأول من الألفية الثانية، واكتسبت زخمًا كبيرًا بعد نشوء احتجاجات واسعة النطاق في عام 2014 ضد قرار الحكومة الصينية بفحص مرشحي الرئاسة التنفيذية مسبقًا قبل السماح للشعب باختيارهم في انتخابات الرئيس التنفيذي لهونغ كونغ 2017، على الرغم من ظهور مجموعات إقليمية ذات أجندات وأيديولوجيات مختلفة منذ نقل سيادة هونغ كونغ. شُكل عدد من الأحزاب السياسية الإقليمية بعد هذه الاحتجاجات لتنظيم الاحتجاجات والمشاركة في انتخابات مجلس هونغ كونغ التشريعي. فاز المرشحون المحليون بـ 6 مقاعد من أصل 35 مقعدًا مخصصًا للدوائر الانتخابية الجغرافية، إذ حصلوا على 19% من إجمالي الأصوات. اتخذت الحكومة إجراءات قانونية ضد الإقليميين وأعضاء الهيئة التشريعية من الديمقراطيين الراديكاليين بعد الانتخابات، وذلك بسبب الجدل حول أداء القسم الدستوري، ما أدى إلى استبعاد أهلية ستة مشرعين، علاوة على استبعاد أهلية المتهمين من المرشحين الإقليميين «المؤيدين للاستقلال».

## الاصطلاح
تشكل الإقليمية في السياق الغربي أفكارًا ليبرتاريةً لحكومة إقليمية لامركزية معاكسة للحكومة المركزية، وتشدد على الاكتفاء الذاتي والزراعة والمشاعية. تؤكد الإقليمية المتعلقة بهونغ كونغ على التهديد الثقافي والسياسي لبر الصين الرئيسي للمدينة وعلى محاولات تعزيز هوية هونغ كونغ بشكل مستقل ومعاكس للهوية الوطنية الصينية، على الرغم من أنها تشدد أيضًا على الاكتفاء الذاتي الاقتصادي لهونغ كونغ وعلى الديمقراطية الإقليمية. غالبًا ما تتضمن الإقليمية موقفًا مناهضًا للهجرة خاصة في خطابات الجناح اليميني، وقد قيل إن «الأهلانية» ترادف الإقليمية. يطلق بعض الإقليميين على أنفسهم اسم «الاستقلاليون»، بينما تصفهم حكومة بكين بـ «الانفصاليين».

## تاريخ الوعي الإقليمي في هونغ كونغ
تأسست هونغ كونغ في عام 1841 لتكون ميناءًا حرًا. شجعت الحكومة الاستعمارية على حرية حركة رأس المال والعمل ولم يكن هناك ما يُعرف بـ «مواطني هونغ كونغ» أو «سكان هونغ كونغ» بالمعنى الدقيق. لم تسجل الحكومة السكان في المدينة حتى عام 1949، ردًا على تدفق اللاجئين الفارين من سيطرة الشيوعيين على بر الصين الرئيسي.
قسم عالم الاجتماع لوي تاي لوك شعب هونغ كونغ إلى أربعة أجيال كما يتوضح في عنوان كتابه أربعة أجيال من شعب هونج كونج. يتألف الجيل الأول وفقًا لتاي لوك من أولئك الذين ولدوا قبل عام 1945 وشهدوا الاحتلال الياباني لهونغ كونغ، بينما كان جيل طفرة المواليد الجيل الثاني الذي ولد بعد الحرب، وهو من شكل الموجة الأولى من الوعي الإقليمي.

### الموجة الأولى
كان جيل طفرة المواليد أطفالًا للاجئين، ولكنهم وُلدوا ونشأوا في هونغ كونغ ويمتلكون شعورًا قويًا بالانتماء. لقد سعوا لاختراق منافسات الحرب الباردة بين الشيوعيين والقوميين (الكومينتانغ) الذين سيطروا على المشهد السياسي في ذلك الوقت.
كان هناك عدد قليل من المدافعين عن إنهاء الاستعمار البريطاني لهونغ كونغ خلال فترة ما بعد الحرب، ولا سيما ما مان فاي وحزب الحكم الذاتي الديمقراطي في هونغ كونغ في ستينيات القرن الماضي. شهدت سبعينيات القرن الماضي موجات غير مسبوقة من الحركات الطلابية، مثل حركة اللغة الصينية وحركة مكافحة الفساد وحركة الدفاع عن جزر دياويو وغيرها الكثير، والتي كانت مستقلة عن المقياس السياسي اليميني- اليساري لتكون بذلك الموجة الأولى من موجات الوعي الإقليمي. نجحت حركة اللغة الصينية في ضم اللغة الإنجليزية إلى اللغة الصينية كلغة رسمية لهونغ كونغ. تألفت الحركات الطلابية في ذلك الوقت من بعض الليبراليين والقوميين الصينيين ومعادي الاستعمارية.
حاولت الحكومة الاستعمارية في ستينيات وسبعينيات القرن الماضي أيضًا خلق وعي إقليمي غير سياسي من أجل تعزيز شرعية الحكم الاستعماري. خضعت هونغ كونغ لإصلاح واسع النطاق بهدف إنهاء الاستعمار تحت إدارة محافظ هونغ كونغ موراي ماكلاهوس. كان الهدف من إنشاء هوية إقليمية هو رفع عرض الجانب البريطاني في المفاوضات اللاحقة بشأن سيادة هونغ كونغ بعد عام 1997. تجنبت الحكومة البريطانية استفزاز انتماء شعب هونغ كونغ البريطاني، لأنها قررت بالفعل منع الهجرة الجماعية من هونغ كونغ إلى بريطانيا.

### الموجة الثانية
ظهرت الموجة الثانية من الوعي الإقليمي في تسعينيات القرن الماضي مع اقتراب نهاية الحكم الاستعماري. أثارت مذبحة تيانانمن لعام 1989 احتجاجات محليةً واسعة النطاق وخوفًا من الحكم الشيوعي الذي يلوح في الأفق. استجاب المشهد الثقافي الإقليمي من خلال تعزيز الحماس المتعلق بالسمات المميزة وكذلك في تنوع ثقافة وهوية هونغ كونغ. استشهد المشهد الثقافي الإقليمي بنظرية ما بعد الاستعمارية، ورفض شوفينية المركزية الصينية، وعزز من كوسموبوليتية هونغ كونغ كمدينة دولية، جنبًا إلى جنب مع المثل الليبرالية للشمولية والتنوع وعبور الحدود الوطنية. شدد أيضًا على أهمية القيم العالمية، وتنوع المجتمع المدني، والتعليم المدني، والصحافة، والحريات الأكاديمية بعد عام 1997. سعى السياسيون الرسميون -وأبرزهم أنسون تشان، وتشونغ سزي يون، والمنسبين إلى مكتب الأعضاء غير الرسميين في المجالس التنفيذية والتشريعية- إلى التعبير عن مخاوف شعب هونغ كونغ بالنيابة عنه في المناقشات بين الحكومتين الصينية والبريطانية في نهاية ثمانينيات القرن الماضي. لم يجدي هذا الأمر نفعًا على الرغم من كل ذلك، وانتقلت سيادة هونغ كونغ إلى جمهورية الصين الشعبية في عام 1997.